# Зелалсен
Зелалсен (*бл. 290 до н. е. — 250 до н. е.) — цар племінного союзу массіліїв (Східна Нумідія) в 274—250 роках до н. е.

## Життєпис
Праонук або онук царя Еліма. Син царя Ніптасана або Ілле. народився близько 290 року до н. е. Близько 274 року до н. е. посів трон. Про нього відомості обмежені. Заклав основи перетворення союзу племен на чолі із массіліями в більш міццне державне утворення.
Помер близько 250 року до н.е Йому спадкував старший син Гала.